# 馬場悠光
馬場 悠光（ばば ゆうこう、1999年12月4日 - ）は、福岡県出身の日本の書家、日本習字師範、悠光会主宰者である。

## 経歴
11歳の頃より母の影響で筆を持った。そこから書道の研究に勤しみ日本習字の師範となった。創作だけでなく、書の普及活動に参加し、2017年3月に自身の雅号を冠した悠光会を主宰した。

## 作品
- 松竹梅
- 不撓不屈
- ゑ
- 風船
- 疾風怒濤

## 主な役職
- 公益財団法人日本習字教育財団師範
- 悠光会会長
- 福法会会長
- F-raise副編集長